# قومية ثورية

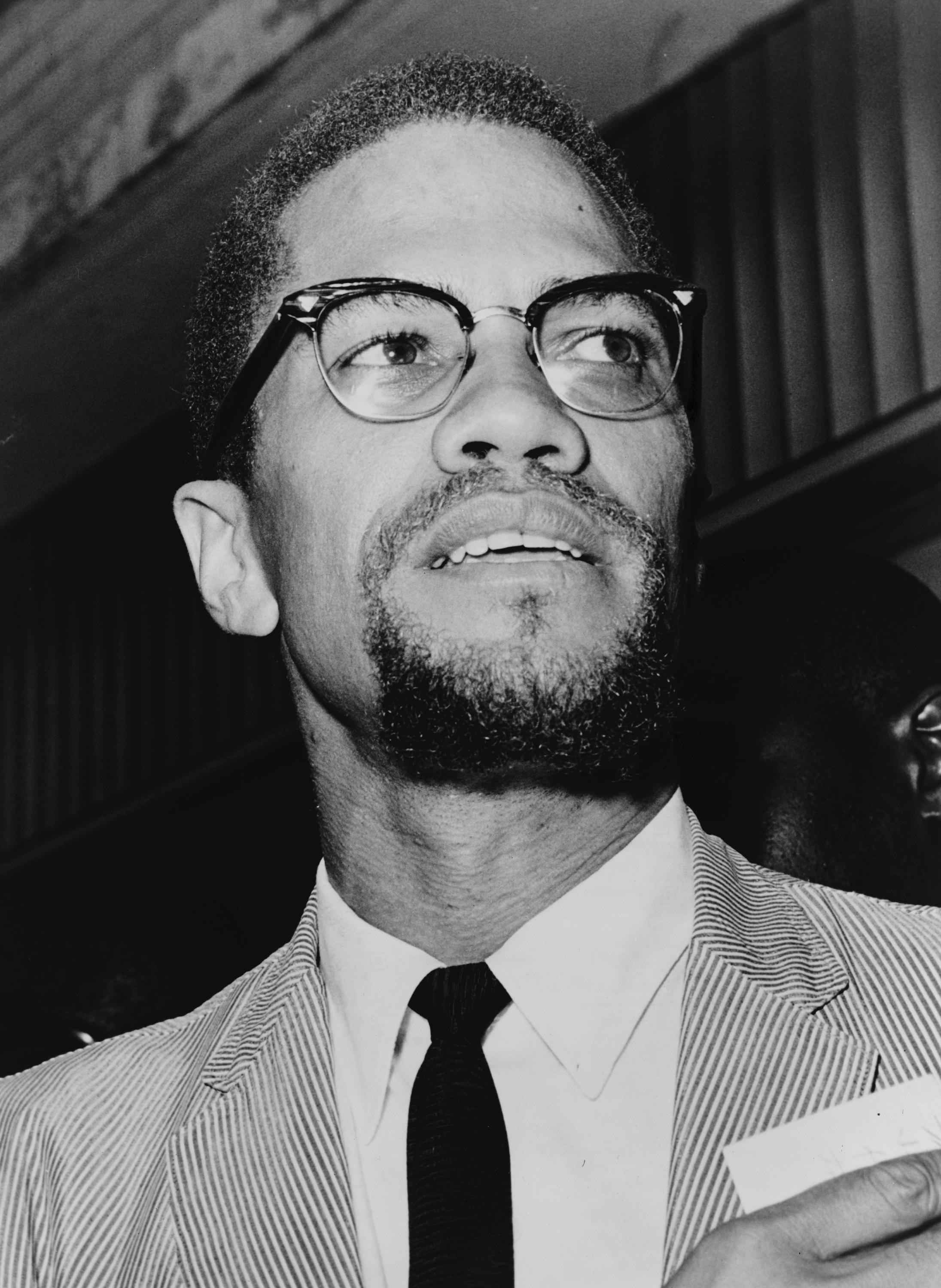
مالكوم إكس، ساحة كوينز

القومية الثورية، والمعروفة أيضًا باسم القومية الراديكالية، هي نظرية أيديولوجية تدعو إلى مجتمع وطني يوحده شعور مشترك بالهدف والمصير. نُسبت القومية الثورية لأول مرة إلى أتباع النقابية الثورية وأعلنها بقوة بينيتو موسوليني. تشكل هذا التوليف الفكري للقومية الراديكالية والاشتراكية المنشقة في فرنسا وإيطاليا في بداية القرن العشرين. أحيانًا ما تُعرَّف القومية الثورية بالقومية البروليتارية.

## القومية المبكرة
بحلول منتصف القرن التاسع عشر، كانت القومية تتحول من حركة المواطنين التي عارضت تجاوزات سلطة الدولة التي كانت تحت سلطة الأنظمة الملكية الاستبدادية إلى حركة أصبحت القومية فيها وسيلة للشرعية السياسية للنخبة الحاكمة. كافحت الحركات القومية المبكرة في الأصل لتحقيق تقرير المصير والحرية، ولكن في العقود الأخيرة من القرن التاسع عشر، مع إدخال الاشتراكية، نشأت حركة لتعزيز الهوية الجماعية والقومية الثورية. قبل بضعة عقود من الحرب العالمية الأولى، اشتبكت مختلف الفصائل الاشتراكية حول معنى القومية والاشتراكية، ما تسبب في انجراف كتلة واحدة نحو الاشتراكية القائمة على القومية والأخرى نحو الاشتراكية الأممية. هددت هذه الحركة للهوية الوطنية الإمبراطوريات الملكية التي كانت مأهولة بمجموعة واسعة من الجماعات العرقية والدينية واللغوية والثقافية.

## الحرب العالمية الأولى
أثناء اندلاع الحرب العالمية الأولى، سارت الأحزاب السياسية الاشتراكية في النمسا وبريطانيا وفرنسا وألمانيا وروسيا جنبًا إلى جنب مع التيار القومي وقررت دعم سياسات التدخل لدولهم أثناء الحرب. في هذه المرحلة، تخلت معظم الأحزاب الاشتراكية والأعضاء الذين شغلوا مناصب في الأممية الثانية عن التزامهم بالأممية ودعموا حكومتهم الوطنية، وهو نزاع أدى إلى تفكك الأممية الثانية في عام 1916. حُلَّت الأممية الثانية لأن العديد من الأعضاء اتخذوا الموقف القائل بأن الأمة انتصرت على الطبقة والقومية طغت على الأممية. وفقًا للمؤرخ الإيطالي إيميليو جينتل، أدى هذا الصراع إلى حالة سعى فيها الاشتراكيون والثوريون إلى أيديولوجية حيث تدمج القومية الثورية أسطورة الأمة مع أسطورة الثورة من خلال التدخلية. 

## قومية بينيتو موسوليني الثورية
وفقًا لـ أ. جيمس غريغور، كان لدى موسوليني نهج غامض وغير دقيق لمفهوم القومية الثورية بحلول عام 1909، على الرغم من اعترافه بدورها التاريخي الذي وفر لاحقًا الأساس لآرائه التالية، بما في ذلك النقابية الثورية.   أكد موسوليني أنه إذا حُفزت الجماهير بمشاعر القومية، فإن الاشتراكيين الثوريين فقط هم من يمكنهم بشكل فعال وشرعي تخصيص هذه الطاقة لتحقيق الهدف القومي. على الرغم من ميل موسوليني نحو القومية، إلا أنه كان لا يزال يعارض الوطنية التقليدية والجاذبية القومية التقليدية التي تضمنت رفضه القاطع لنوع القومية التي أيدتها الطبقات المتميزة والبرجوازية التقليدية، التي استخدمت ببساطة شعارات القومية كلما أمكن تحقيق الربح. فيما يلي أحد أكثر الأوصاف المقنعة لنهج موسوليني في نسخته من القومية:  
«أظهرت قومية موسوليني الثورية، رغم تميزها عن الوطنية التقليدية وقومية البرجوازية، العديد من تلك السمات التي نرمز إليها اليوم بقومية الشعوب النامية. لقد كانت قومية مناهضة للمحافظين توقعت تغيرات اجتماعية واسعة النطاق. كانت موجهة ضد الظالمين الأجانب والمحليين؛ لقد استحضر صورة أمة مُجددة ومتجددة تؤدي مهمة تاريخية؛ استدعى المثل الأخلاقي للتضحية غير الأنانية والالتزام في خدمة الأهداف الجماعية؛ واستذكرت أمجاد قديمة وتوقعت مجدًا مشتركًا أعظم».
استخدم موسوليني بشكل شائع اللغة القومية في كتاباته بينما في نفس الوقت ينقل أهمية التحليل الطبقي الدولي. غالبًا ما ألمح مفهوم موسوليني للقومية الثورية إلى توافقها مع الأممية الاشتراكية المثالية بينما أوضح أن الأمة تشكل أكثر الكائنات الجماعية تقدمًا التي حققتها المجموعات العرقية المتحضرة في عصرنا. ومع ذلك، كان موسوليني والنقابيون الفاشيون واثقين من أن الوقت سيأتي عندما تنكر البشرية العداوات الوطنية في الأخوة العالمية للشعوب. ومع ذلك، فإن تحول موسوليني المفاجئ في عام 1914 إلى الصراخ العلني لدخول إيطاليا في الحرب العالمية الأولى كان قائمًا على أكثر من مجرد تعبير بسيط عن الفخر القومي. بنى موسوليني سياساته التدخلية الخارجية على فرضية كارل ماركس بأن الثورات الاجتماعية يمكن أن تحل محل الحرب. في هذه المرحلة، عزا موسوليني أهمية كبيرة للحرب كمحفز للثورة.
اعتبر الفاشيون الإيطاليون الآخرون أن قوميتهم الراديكالية تستند إلى النضال من أجل المساواة من قبل عامة الناس، الذين كان يُنظر إليهم على أنهم استغلوا من قبل الحكومات الأثرياء. أعلن روبرت ميشيلز، النقابي الثوري المبكر الذي انتمى إلى الحزب الوطني الفاشي بحلول عام 1924، أن الفاشية كانت القومية الثورية للفقراء. 

## القومية الثورية المعاصرة
القومية الثورية الحديثة هي مزيج من القومية اليمينية المتطرفة والقومية اليسارية مع رؤية اشتراكية للمجتمع.
يمكن أن تكون الأحزاب التي تدعم هذه الأيديولوجية مستوحاة من الأيديولوجية الفاشية، ولا سيما مرحلة سانسيبلوكريزمو الأولية، ولكن أيضًا البيرونية والغيفارية والموقف الثالث.